# تابستان (کلاوس)
تابستان یک نقاشی است که در سال ۱۸۹۳ میلادی توسط امیل کلاوس خلق شد. این اثر هم اکنون در موزه سلطنتی هنرهای زیبای آنتورپ قرار دارد.